# Garry Winogrand
Garry Winogrand (14. ledna 1928, New York – 19. března 1984, Tijuana, Mexico) byl pouliční a novinářský fotograf známý svými dokumenty Ameriky z poloviny 20. století.

## Život a dílo
Winogrand studoval malbu na City College of New York a malbu a fotografii na Columbia University v New Yorku ukončil v roce 1948. Navštěvoval také fotožurnalistickou výuku u Alexeje Brodoviče v Nové škole pro sociální výzkum v New Yorku v roce 1951.
V New Yorku se Winogrand také poprvé významně představil veřejnosti v roce 1963 výstavou v Muzeu Moderního umění (Moma). Výstavoval spolu s umělci jako Minor White, George Krause, Jerome Liebling a Ken Heyman.
Roku 1966 Winogrand vystavoval v George Eastman House v Rochesteru s Lee Friedlanderem, Duane Michalsem, Bruce Davidsonem a Danny Lyonem v rámci výstavy s názvem Toward a Social Landscape Směrem sociální krajina. V roce 1967 se podílel na projektu New Documents (Nové Dokumenty) v galerii Moma s Diane Arbusovou a Lee Friedlanderem.

## Ocenění
Během své kariéry získal tři ceny Guggenheim Fellowship (1964, 1969 a 1979) a ocenění National Endowment of the Arts v roce 1979. Winogrand také vedl fotografické kurzy na University of Texas v Austinu a na Institutu umění v Chicagu.
Winogranda ovlivnili Walker Evans s Robertem Frankem a jejich publikace American Photographs a The Americans. Henri Cartier-Bresson na něho měl jiný vliv, nikoliv však na stylistiku. Sám prý ovlivnil architekta Maurice Nia. Když se Winogranda zeptal, proč fotografuje nakřivo, odpověděl mu:
| „                 | Dělám je nakřivo schválně, aby působily, že jsou špatně. | “ |
| — Garry Winogrand |                                                          |   |

Tato zkušenost Nia vedla k myšlence architektury, která nevypadá jako architektura a k názoru, že architekt by si měl vytvořit vlastní styl, jinak není hotovou osobností.

## Dílo

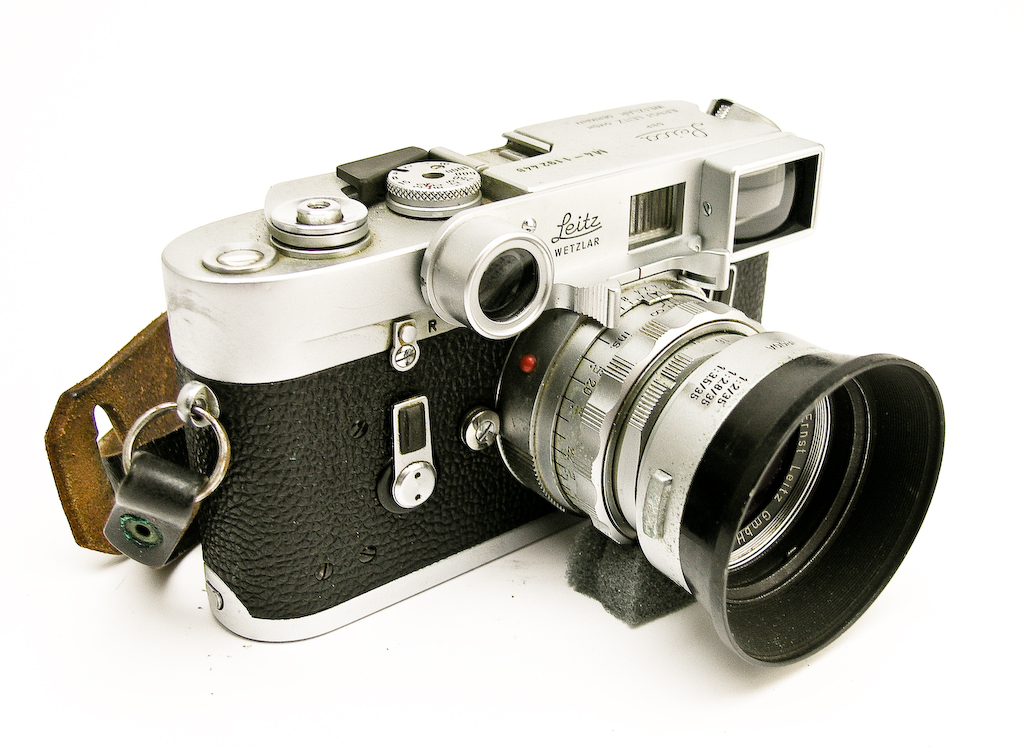
Winogrand používal s oblibou Leicu M4

Winogrand byl známý svými dokumentárními snímky amerického života v raných šedesátých letech, mnoho jeho fotografií zachycuje sociální problémy své doby a hraje roli v médiích při formování postojů. Potuloval se po ulicích New Yorku se svým 35 mm fotoaparátem Leica a rychle fotografoval pomocí předostřeného širokoúhlého objektivu. Jeho obrazy se často jeví, jako kdyby byly poháněné energií události, které byl svědkem. Zatímco Winograndův styl je imitací, jeho pohled, vizuální styl a vtip jsou jedinečné.

## Knihy (výběr)
- The Animals (1969)
- Women are Beautiful (1975)
- Public Relations (1977)
- Stock Photographs: The Fort Worth Fat Stock Show and Rodeo (1980)
- The Man in the Crowd: The Uneasy Streets of Garry Winogrand (1998)
- The Game of Photography (2001)
- Winogrand, Garry, Wilner Stack, Trudy. Winogrand 1964. [s.l.]: Arena Editions, 2002. ISBN 1-892041-62-6. (This book has color photographs).
- Winogrand, Garry, Harris, Alex, Friedlander, Lee. Arrivals & Departures: The Airport Pictures of Garry Winogrand. [s.l.]: Charles Rivers, 2002. ISBN 1-891024-47-7.
- Winogrand, Garry, Szarkowski, John. Figments from the Real World. New York: Museum of Modern Art, 2003. ISBN 0-87070-635-7.